# 陳懷經
陳懷經（？—？），字時濟，江西瑞州府新昌縣人，民籍，明朝政治人物。

## 生平
江西鄉試第三十四名舉人。成化二十三年（1487年）中式丁未科三甲第二百零三名進士。

## 家族
曾祖陳德和；祖父陳惟才；父陳守訓，母李氏。